# Drummond (Montana)
Drummond és una població dels Estats Units a l'estat de Montana. Segons el cens del 2000 tenia 318 habitants.

## Demografia
Segons el cens del 2000, Drummond tenia 318 habitants, 140 habitatges, i 84 famílies. La densitat de població era de 211,7 habitants per km².
Dels 140 habitatges en un 30,7% hi vivien nens de menys de 18 anys, en un 45% hi vivien parelles casades, en un 11,4% dones solteres, i en un 39,3% no eren unitats familiars. En el 35% dels habitatges hi vivien persones soles el 9,3% de les quals corresponia a persones de 65 anys o més que vivien soles. El nombre mitjà de persones vivint en cada habitatge era de 2,27 i el nombre mitjà de persones que vivien en cada família era de 2,93.
Per edats la població es repartia de la següent manera: un 28,6% tenia menys de 18 anys, un 5,3% entre 18 i 24, un 27% entre 25 i 44, un 25,8% de 45 a 60 i un 13,2% 65 anys o més.
L'edat mediana era de 38 anys. Per cada 100 dones de 18 o més anys hi havia 100,9 homes.
La renda mediana per habitatge era de 26.500 $ i la renda mediana per família de 32.841 $. Els homes tenien una renda mediana de 30.625 $ mentre que les dones 16.563 $. La renda per capita de la població era de 14.213 $. Aproximadament el 6,6% de les famílies i el 13,6% de la població estaven per davall del llindar de pobresa.

## Poblacions més properes
El següent diagrama mostra les poblacions més properes.